# Félix Buelens
Michel Félix Buelens (* 18. Februar 1850 in Etterbeek, Belgien; † 24. März 1921 in Ostende, Belgien) war ein belgischer Impressionist.

## Werdegang
Michel Félix Buelens wurde während der Regierungszeit von König Leopold I. in Etterbeek geboren, einer Vorstadt von Brüssel. Über seine Jugendjahre ist nichts bekannt. Nachdem er sich für eine Künstlerlaufbahn entschieden hatte, studierte er an einer Kunstakademie in Brüssel. Zuvor hat er 1885 in Ostende den belgischen Maler James Ensor kennengelernt. Beide verband das restliche Leben eine gute Freundschaft. Nach dem Ende seines Studiums ließ sich Buelens in Ostende nieder. Dort betrieb er eine Pension und ein Museum, welches er mit Henri Permeke, James Ensor und Emile Spilliaert gründete. Alle waren Mitglieder des Cercle des Beaux-Arts d'Ostende, der 1894 ins Leben gerufen wurde und nur zwei Jahre lang bestand, bevor er 1896 vom Ostende Centre de Art absorbiert wurde. Obwohl Buelens als Maler rasch Aufmerksamkeit der Öffentlichkeit erlangte, blieb er in erster Linie ein Künstler, der nur für sich selbst malte. Seine Stillleben sind in einem kühnen und robusten Impressionismus gehalten. In seinen Werken verwendete er delikate Farbtöne mit hell leuchtendem Rot, Grün und Gelb. Seiner Farbvirtuosität ähnelte der von James Ensor.

## Werke (Auswahl)
- Menu, 1905[1]
- Bouquet de fleurs
- Mollusques et crustacés
- Portrait de Jacques Brel